# Epopella kermadeca
Epopella kermadeca är en kräftdjursart som först beskrevs av Foster 1978.  Epopella kermadeca ingår i släktet Epopella och familjen Tetraclitidae. Inga underarter finns listade i Catalogue of Life.